# Skalka u Sovolusk
Skalka u Sovolusk je přírodní památka východně od obce Sovolusky v okrese Pardubice. Oblast spravuje Krajský úřad Pardubického kraje.

## Předmět ochrany
Důvodem ochrany je kopcovitý útvar, utvořený ojedinělým sukem spilitové lávy a porostlý teplomilnou dubohabřinou. Část útvaru byla odtěžena starou těžební činností, čímž se na profilu objevily polštářové spilitové lávy proterozoického stáří. V podstatě jde o starší odkryv malého opuštěného lomu na jihozápadním okraji přírodní památky, kde byl obnažen výchoz tzv. polštářové lávy z proterozoika. Polštářová textura je považována za důkaz hlubokoceánského výlevu lávy.
Největší část přírodní památky porůstá habrová pařezina porůstající nevelkou vyvýšeninu s četnými malými lomy. Podrost dubohabřiny je velmi chudý, tvořený převážně z lipnice hajní (Poa nemoralis) a bažanky vytrvalé (Mercurialis perennis). Roztroušeně se vyskytuje tolita lékařská (Vincetoxicum hirundinaria), velmi vzácně hrachor černý (Lathyrus niger). Na jihozápadní části přírodní památky nad zatopeným lůmkem roste zblochan vodní (Glyceria maxima) a okřehek menší (Lemna minor). Na skalním výchoze se daří rozchodníku ostrému (Sedum acre), rozchodníku velkému (Hylotelephium maximum), silence nicí (Silene nutans), mochně šedavé (Potentilla inclinata).

## Galerie

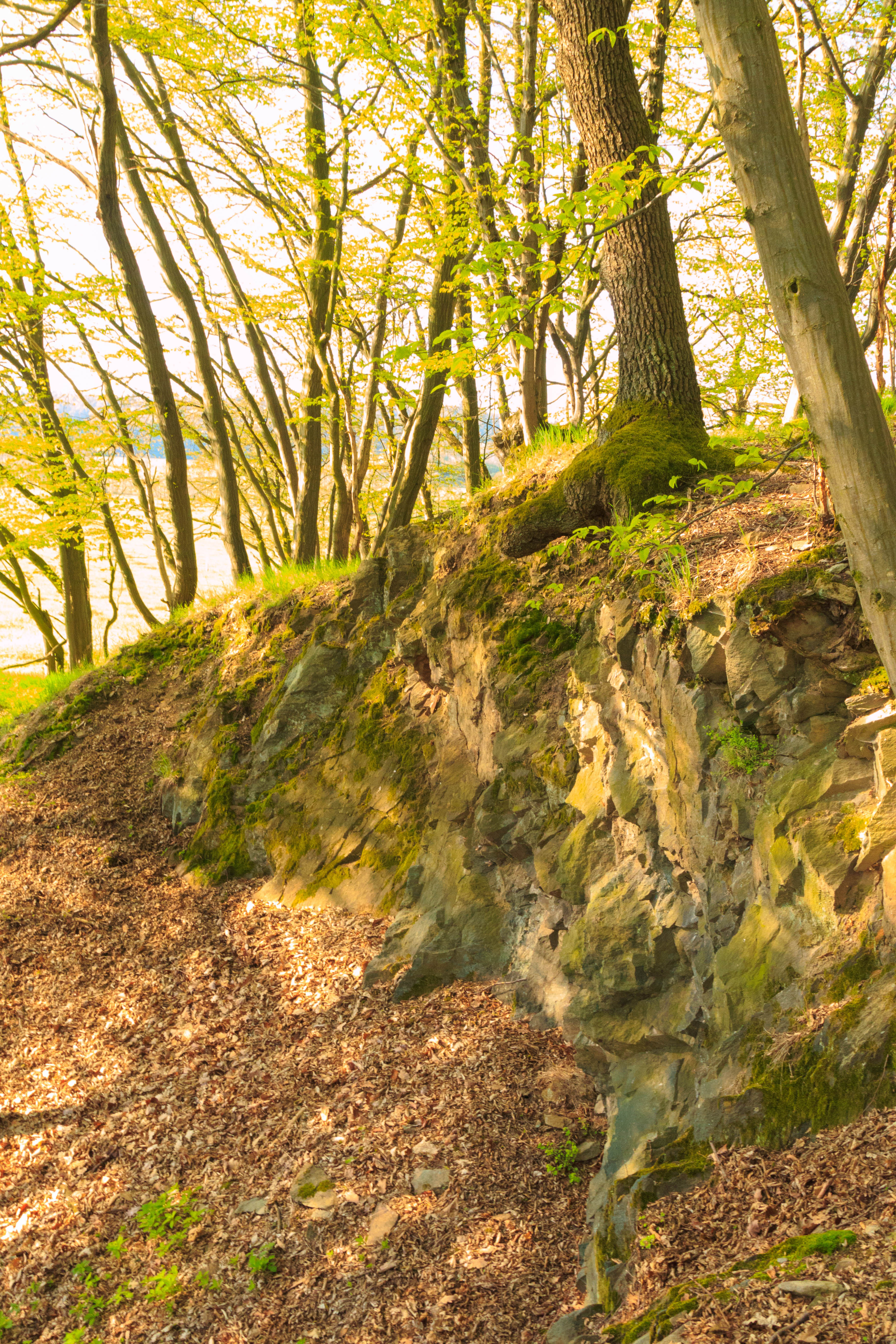
Přírodní památka Skalka u Sovolusk
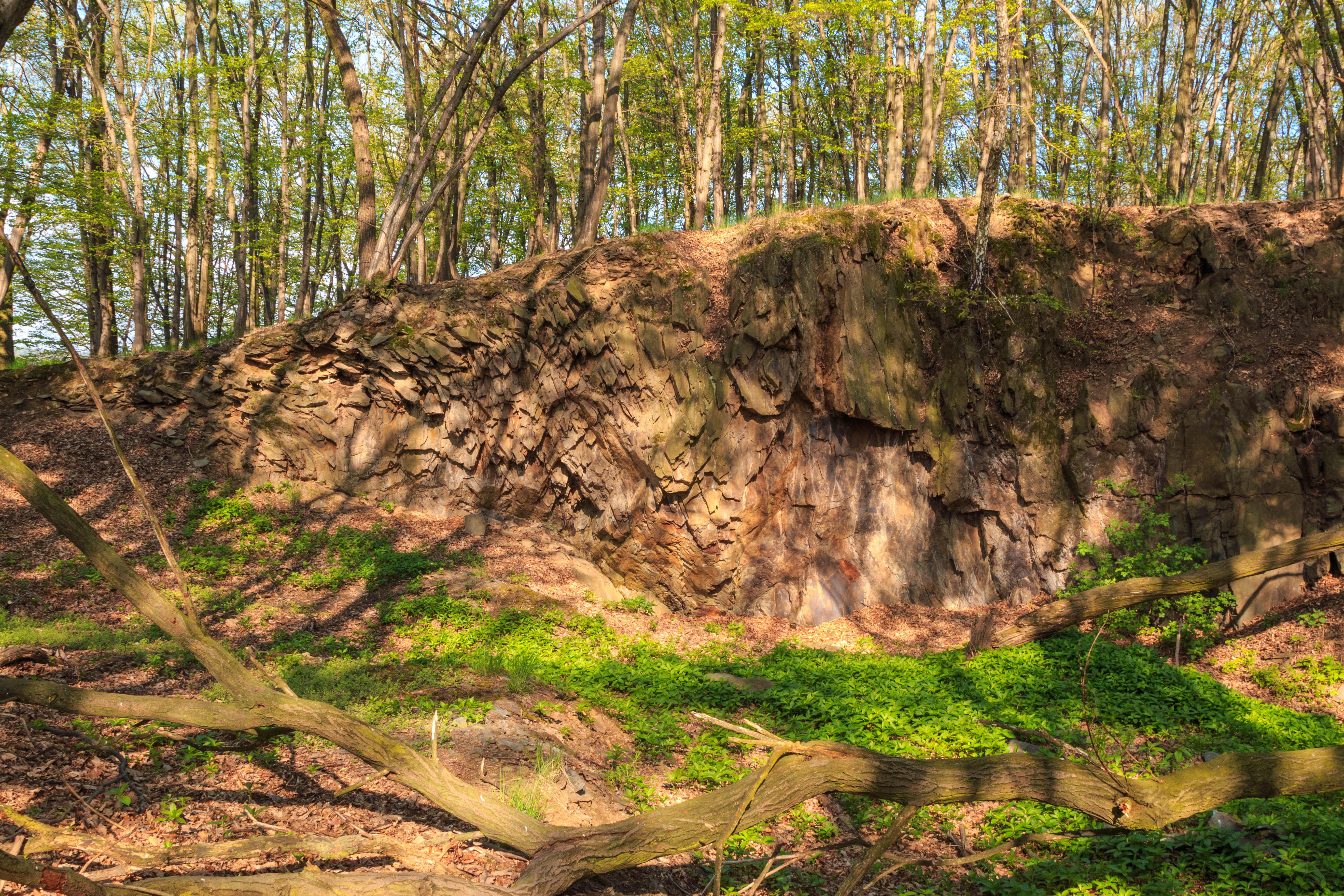
Přírodní památka Skalka u Sovolusk
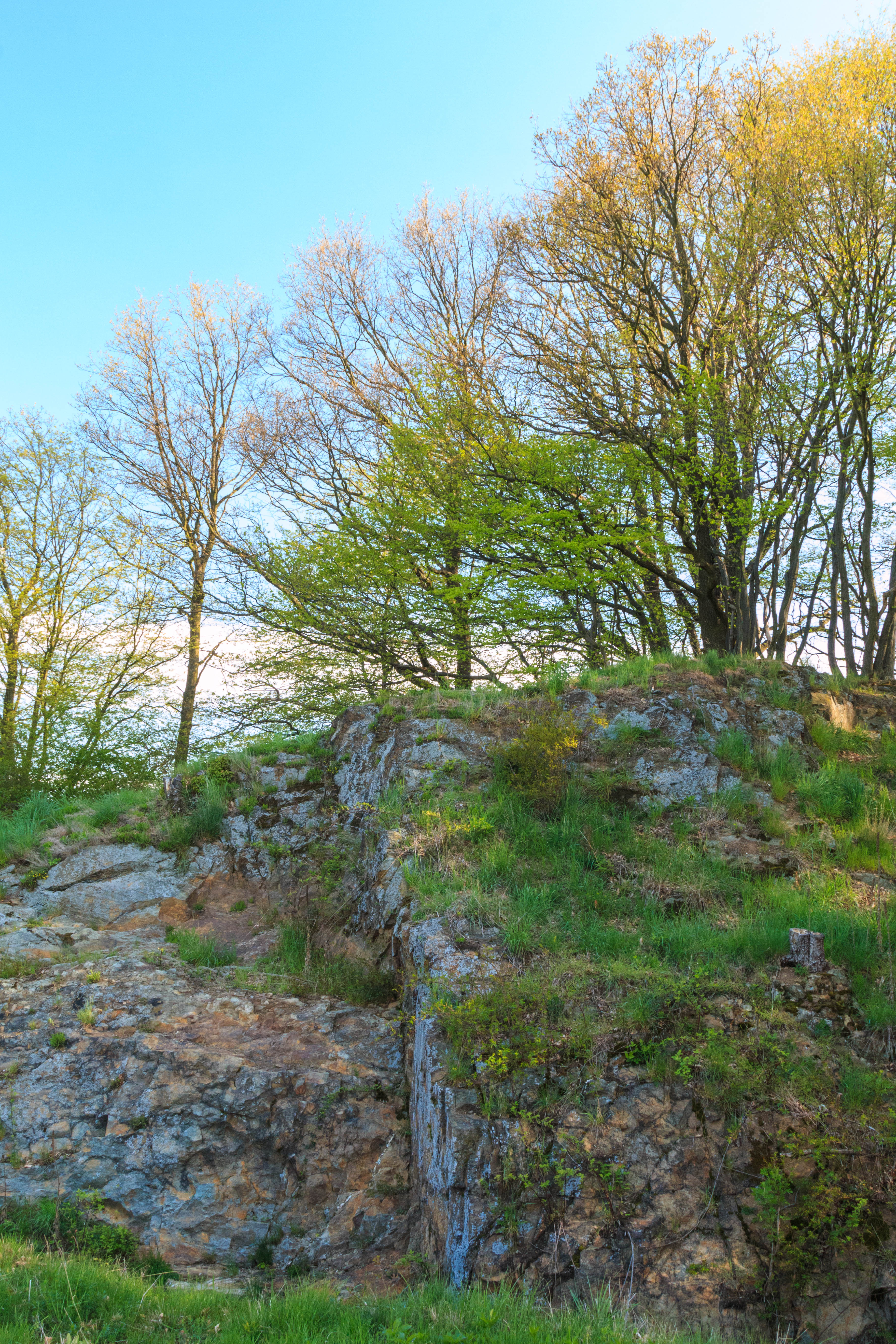
Přírodní památka Skalka u Sovolusk
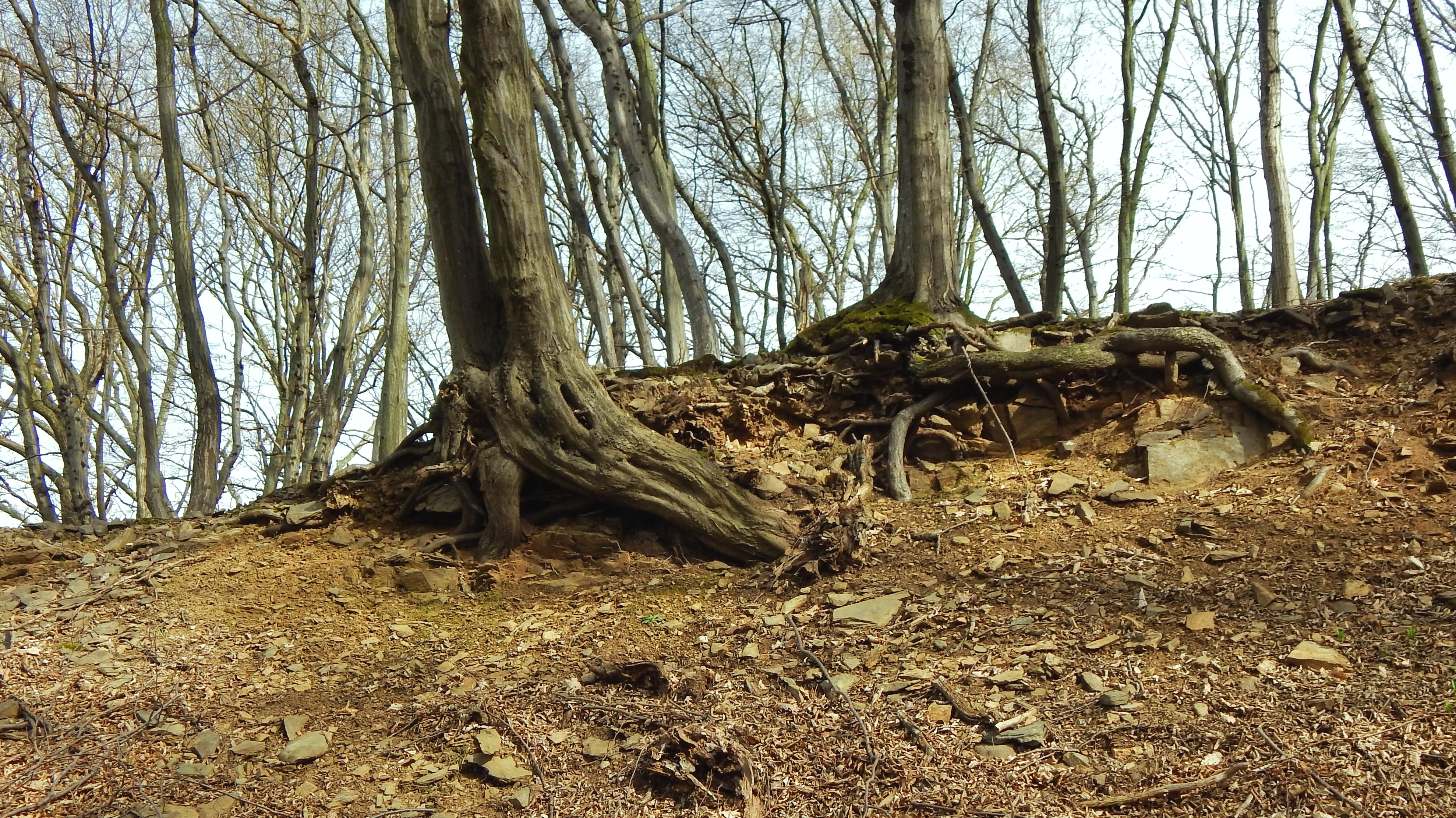
Na Skalce
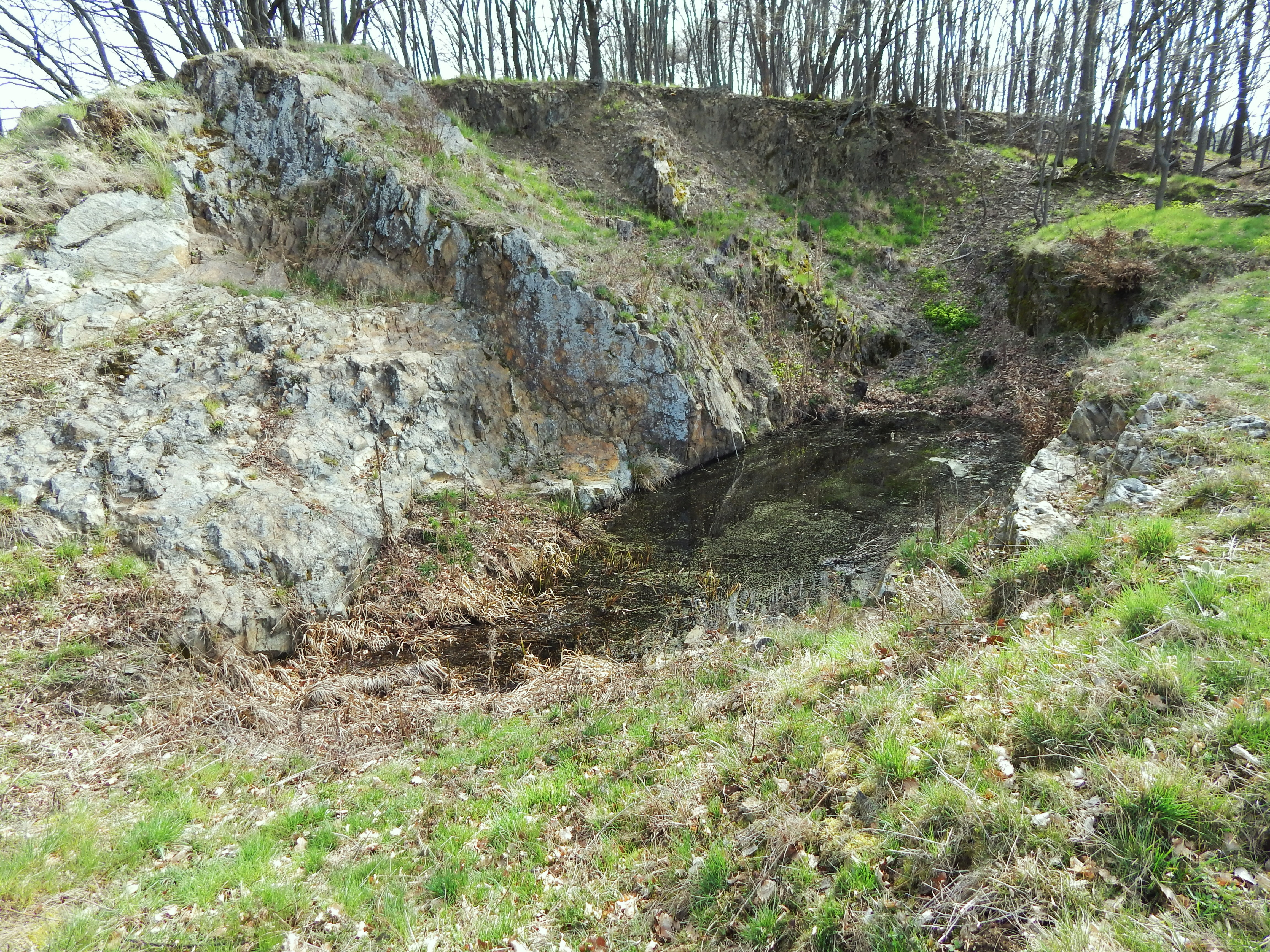
Zatopený lom